# David Rimawi
David Rimawi ist ein US-amerikanischer Filmproduzent. Seit 2006 tritt er überwiegend als Executive Producer in The-Asylum-Filmproduktionen in Erscheinung.

## Leben
Gemeinsam mit David Michael Latt und Sherri Strain gründete Rimawi 1997 die Filmproduktionsfirma The Asylum. Seit März 2006 arbeitet er als Filmproduzent für The Asylum. Als Teil dessen ist er für die Produktion sogenannter Mockbuster, Parodien von Blockbustern, zuständig. Diese erscheinen meistens vor ihren bekannteren Vorbildern und zeichnen sich durch relativ unbekannte Schauspieler und einer Handlung aus, die öfter ins Lächerliche abgleitet.
Nebenrollen als Schauspieler hatte er 2003 in Detour und 2007 in 2012 Armageddon als Präsident der Vereinigten Staaten inne.

## Filmografie (Auswahl)
- 2005: Krieg der Welten 3 – Wie alles begann (H. G. Wells' War of the Worlds)
- 2007: 2012 Armageddon (The Apocalypse)
- 2007: Körperfresser 2 – Die Rückkehr (Invasion of the Pod People)
- 2008: Allan Quatermain and the Temple of Skulls
- 2008: Der Tag an dem die Erde stillstand 2 – Angriff der Roboter (The Day the Earth Stopped)
- 2009: 18-Year-Old-Virgin
- 2009: Mega Shark vs. Giant Octopus
- 2009: Transmorphers 3 – Der dunkle Mond (Transmorphers: Fall of Man)
- 2010: Airline Disaster – Terroranschlag an Bord (Airline Disaster)
- 2010: Meteor Apocalypse
- 2010: Sherlock Holmes
- 2011: 11/11/11 – Das Omen kehrt zurück (11/11/11)
- 2011: 200 MPH (200 M.P.H.)
- 2011: Die drei Musketiere – Alle für einen und Waffen für alle! (3 Musketeers)
- 2011: Eiszeit – New York 2012 (2012: Ice Age)
- 2011: Thor – Der Allmächtige (Almighty Thor, Fernsehfilm)
- 2012: 40 Days and Nights
- 2012: American Warships
- 2012: Golden Winter – Wir suchen ein Zuhause (Golden Winter)
- 2013: 100° Below Zero – Kalt wie die Hölle (100 Degrees Below Zero)
- 2013: Apocalypse Earth (AE: Apocalypse Earth)
- 2013: Attila – Master of an Empire (Attila)
- 2013: Battledogs (Fernsehfilm)
- 2013: Hänsel und Gretel (Hansel & Gretel)
- 2013: Hypercane (500 MPH Storm)
- 2013: Meet the Cleavers – Familienfeste und andere Katastrophen (Cleaver Family Reunion)
- 2013: The Bell Witch Haunting
- 2014: Alpha House
- 2014: American Warships 2 (Bermuda Tentacles, Fernsehfilm)
- 2014: Android Cop
- 2014: Ardennes Fury – Die letzte Schlacht (Ardennes Fury)
- 2014: Asian School Girls – Rache war nie süßer! (Asian School Girls)
- 2014: Bachelor Night: Auf nach Vegas! (Bachelor Night)
- 2014: Eiszeitalter – The Age of Ice (Age of Ice)
- 2014: Golden Winter 2 – Die Katzen sind los (Santa Claws)
- 2014: Hercules Reborn
- 2014: Mercenaries
- 2014: Sex, Gras & Zombies! (The Coed and the Zombie Stoner)
- 2014: The Legend of Sleeping Beauty – Dornröschen (Sleeping Beauty)
- 2014: World of Tomorrow – Die Vernichtung hat begonnen (Age of Tomorrow)
- 2015: Flight World War II – Zurück im Zweiten Weltkrieg (Flight World War II)
- 2015: Gefährliche Leidenschaft – Wuthering High (Wuthering High, Fernsehfilm)
- 2015: Hänsel vs. Gretel (Hansel vs Gretel)
- 2015: Marsland – Kein Ort zum Überleben (Martian Land)
- 2015: Night of the Wild – Die Nacht der Bestien (Night of the Wild, Fernsehfilm)
- 2015: Road Wars – Willkommen in der Hölle (Road Wars)
- 2015: San Andreas Quake – Los Angeles am Abgrund (San Andreas Quake)
- 2016: Ben-Hur – Sklave Roms (In the Name of Ben Hur)
- 2016: Dead 7 – Sie sind schneller als der Tod (Dead 7)
- 2016: Elvis lebt! – Nicht tot, nur Undercover (Elvis Lives!, Fernsehfilm)
- 2016: Ghosthunters
- 2016: Ice Sharks – Der Tod hat rasiermesserscharfe Zähne (Ice Sharks, Fernsehfilm)
- 2016: Independents – War of the Worlds (Independents’ Day)
- 2016: Little Dead Rotting Hood – Keine Angst vorm bösen Wolf (Little Dead Rotting Hood)
- 2016: Planet of the Sharks (Fernsehfilm)
- 2016: Sinbad and the War of the Furies
- 2016: Trolland – Das Geheimnis liegt zu euren Füßen (Trolland, Animationsfilm)
- 2016: Villain Squad – Armee der Schurken (Sinister Squad)
- 2016: Zoombies – Der Tag der Tiere ist da! (Zoombies)
- 2017: Air Speed – Fast and Ferocious (The Fast and the Fierce)
- 2017: Alien Convergence – Angriff der Drachenbiester (Alien Convergence)
- 2017: Jurassic School
- 2017: King Arthur and the Knights of the Round Table
- 2017: Operation Dünkirchen (Operation Dunkirk)
- 2017: Troy: The Odyssey
- 2018: Alien Siege – Angriffsziel Erde (Alien Siege)
- 2018: Attack from the Atlantic Rim 2 – Metal vs. Monster (Atlantic Rim: Resurrection)
- 2018: End of the World – Gefahr aus dem All (End of the World)
- 2018: Flug 666 (Flight 666)
- 2018: Hornet – Beschützer der Erde (Hornet)
- 2018: Rent-An-Elf: Die Weihnachtsplaner (Rent-an-Elf, Fernsehfilm)
- 2018: Tomb Invader (Fernsehfilm)
- 2018: Triassic World
- 2019: Arctic Apocalypse
- 2019: Monster Island – Kampf der Giganten (Monster Island)
- 2019: San Andreas Mega Quake
- 2019: Clown – Willkommen im Kabinett des Schreckens (Clown)
- 2019: Die Weihnachtskönigin – (K)ein Like zum Fest (A Beauty & the Beast Christmas)
- 2019: Psycho BFF (Fernsehfilm)
- 2019: The Adventures of Aladdin (Adventures of Aladdin)
- 2019: The Final Level: Flucht aus Rancala (The Final Level: Escaping Rancala)
- 2019: Zoombies 2 – Die Rache der Tiere (Zoombies 2)
- 2020: Airliner Sky Battle
- 2020: Apocalypse of Ice – Die letzte Zuflucht (Apocalypse of Ice)
- 2020: Asteroid-a-Geddon – Der Untergang naht (Asteroid-a-Geddon)
- 2020: Battle Star Wars – Die Sternenkrieger (Battle Star Wars)
- 2020: Collision Earth – Game Over (Collision Earth, Fernsehfilm)
- 2020: Homeward – Finde deine Bestimmung (Homeward, Animationsfilm)
- 2020: In the Drift
- 2020: Monster Hunters – Die Alienjäger (Monster Hunters)
- 2020: Shark Season – Angriff aus der Tiefe (Shark Season)
- 2020: Top Gunner – Die Wächter des Himmels (Top Gunner)
- 2021: 2021 – War of the Worlds: Invasion from Mars (Alien Conquest)
- 2021: Ape vs. Monster
- 2021: Aquarium of the Dead
- 2021: Megaboa – 20 Meter, die fressen wollen (Megaboa)
- 2021: Megalodon Rising – Dieses Mal kommt er nicht allein (Megalodon Rising)
- 2021: Jungle Run – Das Geheimnis des Dschungelgottes (Jungle Run)
- 2021: Robot Apocalypse (Fernsehfilm)
- 2021: Swim – Schwimm um dein Leben! (Swim)
- 2021: The Devil’s Triangle – Das Geheimnis von Atlantis (Devil’s Triangle)
- 2021: War of the Worlds – Die Vernichtung (War of the Worlds: Annihilation)
- 2021: Triassic Hunt
- 2022: 2025 Armageddon – Willkommen im Multiversum (2025 Armageddon)
- 2022: 4 Horsemen: Apocalypse – Das Ende ist gekommen (4 Horsemen: Apocalypse)
- 2022: Alien Space Battle (Attack on Titan)
- 2022: Battle for Pandora
- 2022: Bullet Train Down
- 2022: Dracula – The Original Living Vampire (Dracula: The Original Living Vampire)
- 2022: Headless Horseman – Pakt mit dem Teufel (Headless Horseman)
- 2022: Jurassic Domination
- 2022: Moon Crash
- 2022: Shark Side of the Moon
- 2022: Shark Waters
- 2022: Super Volcano (Fernsehfilm)
- 2022: Thor: God of Thunder
- 2022: Titanic 666
- 2022: Top Gunner 2 – Danger Zone (Top Gunner: Danger Zone)
- 2023: America is Sinking
- 2023: Ape vs. Mecha Ape
- 2023: Arctic Armageddon
- 2023: Battle of the Atlantic – America vs Russia (Top Gunner: Battle of the Atlantic)
- 2023: Blind Waters
- 2023: DC Down – Washington in Flammen (DC Down)
- 2023: Doomsday Meteor
- 2023: Ice Storm – Der Beginn einer neuen Eiszeit (Ice Storm, Fernsehfilm)
- 2023: Megalodon: The Frenzy
- 2023: Methgator
- 2023: Snow White and the Seven Samurai
- 2023: The Exorcists – Die Hölle öffnet ihre Pforten (The Exorcists)
- 2023: Transmorphers 2: Kriegsbestien-Mech (Transmorphers: Mech Beasts)
- 2023: World Invasion: Alien Attack (Alien Apocalypse)
- 2024: 24 Hours to D-Day – Schlacht der Entscheidung (24 Hours to D-Day)
- 2024: Alien: Rubicon
- 2024: Ape X Mecha Ape: New World Order
- 2024: Continental Split
- 2024: Earthquake Underground
- 2024: Gladiators – Zurück in der Arena (Gladiators)
- 2024: Heretics
- 2024: Monster Mash
- 2024: PlanetQuake (Planetquake)
- 2024: Prepare to Die
- 2024: Shark Warning
- 2024: The Twisters
- 2024: War of the Worlds – Extinction
- 2024: Witch Hunter – Der Hexenjäger (Witch Hunter)
- 2025: The Land That Time Forgot
- 2025: Great White Waters